# 400 mètres haies masculin aux Jeux olympiques de 1920
Pour un article plus général, voir Athlétisme aux Jeux olympiques de 1920.
Navigation
Londres 1908 Paris 1924
L'épreuve du 400 mètres haies masculin aux Jeux olympiques de 1920 s'est déroulée les 15 et 16 août 1920 au Stade olympique d'Anvers, en Belgique. Elle est remportée par l'Américain Frank Loomis.

## Résultats

### Finale
| Rang               | Athlète                        | Pays   | Temps |
| ------------------ | ------------------------------ | ------ | ----- |
| Médaille d'or      | Frank Loomis (USA)             | 54 s 0 | WR    |
| Médaille d'argent  | John Norton (USA)              | 54 s 6 |       |
| Médaille de bronze | August Desch (USA)             | 54 s 7 |       |
| 4                  | Géo André (FRA)                | 54 s 8 |       |
| 5                  | Carl-Axel Christiernsson (SWE) | 55 s 4 |       |
| 6                  | Charles Daggs (USA)            | 55 s 7 |       |